# Kleiner Wilder

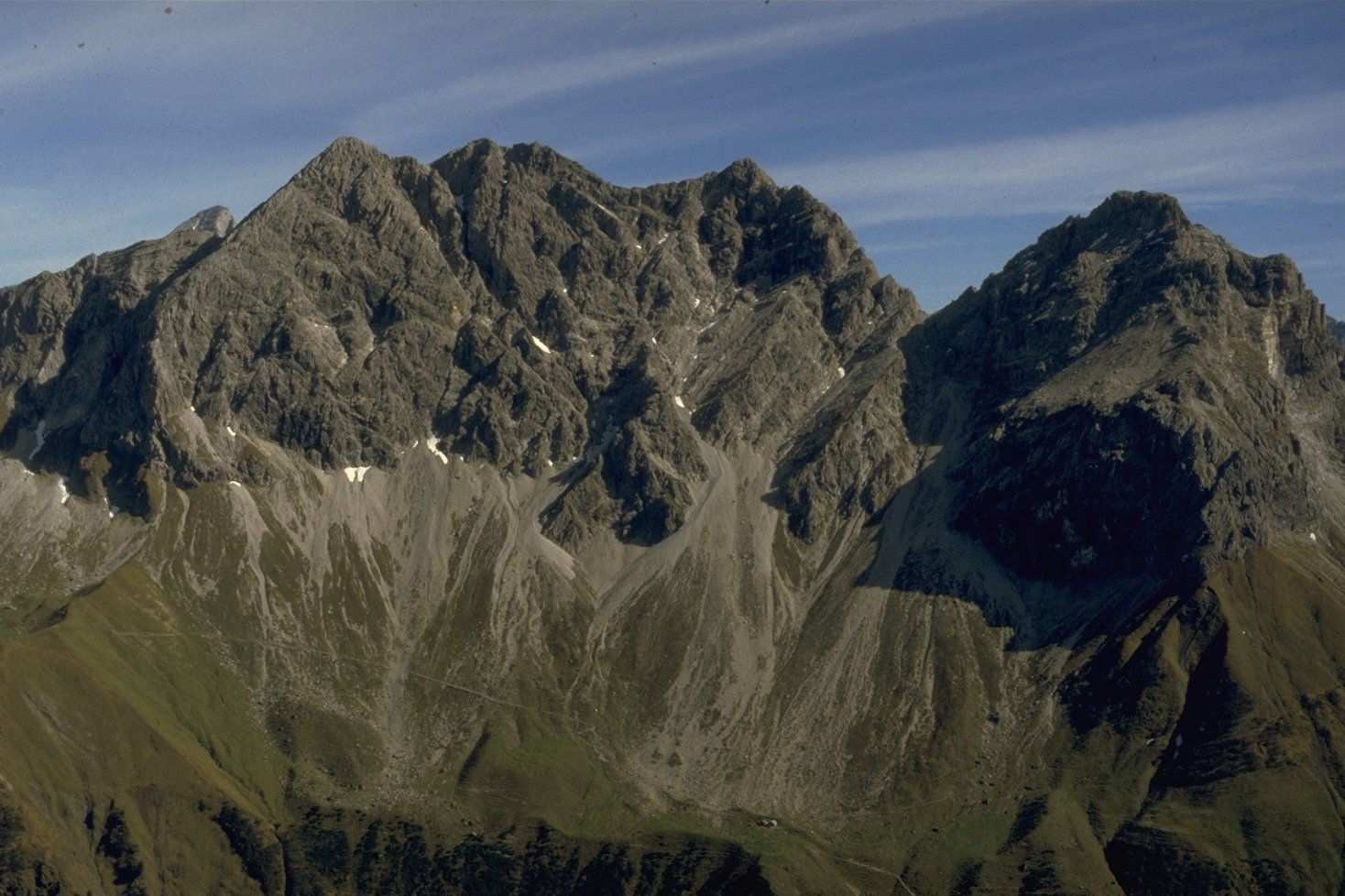
Großer und Kleiner Wilder

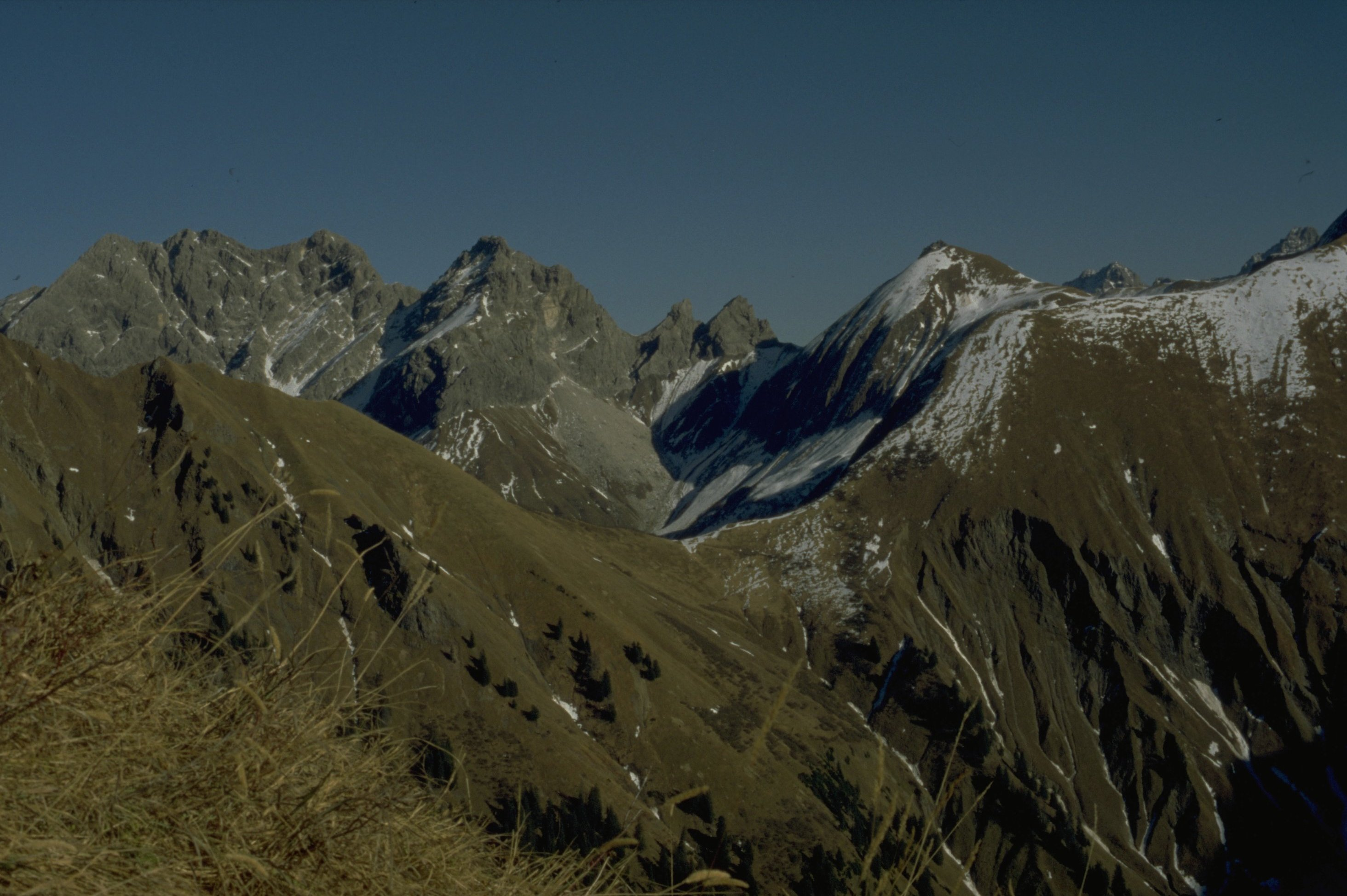
Großer und Kleiner Wilder, Höllhörner und Jochspitze

Der Kleine Wilde ist ein 2306 m ü. NHN hoher Berg in den Allgäuer Alpen. Er liegt südlich des Großen Wilden und ist von diesem durch die Wildenfeldscharte getrennt.
Auf den Kleinen Wilden führt kein markierter Weg. Auch die leichtesten Anstiege über die Nordwestflanke bzw. den Westgrat erfordern Klettererfahrung, sowie Erfahrung im weglosen Gelände. Aus diesem Grund wird er relativ selten bestiegen.
Die Südwestseite des Kleinen Wilden bricht mit gewaltigen Wänden ab. Hier finden sich zum Teil sehr schwere Anstiege. Lange Zeit galten die Große Südwestverschneidung neben der Schneck-Ostwand als schwierigste Klettertouren in den Allgäuer Alpen. Im Winter 1992/93 sind in der Südwestwand große Wandteile abgebrochen, so dass die Kleemaier-Führe durch diese Wand seitdem nicht mehr begangen werden kann. In den 1990er Jahren wurden von Sportkletterern verschiedene sehr schwere Routen erschlossen.
Obwohl der Kleine Wilde ein Felsberg ist, findet man hier auch botanische Seltenheiten wie die Zwergalpenrose am Südgrat.

## Anstiege
Nordwestflanke
- Schwierigkeit: II
- Zeitaufwand: 2 Stunden
- Ausgangspunkt: Wildenfeldhüttchen
- Erstersteiger: Stritzl und Kranzfelder, 1892
- Bemerkung: Route der Erstbegeher

Westgrat
- Schwierigkeit: II+
- Zeitaufwand: 2 Stunde
- Ausgangspunkt: Wildenfeldhüttchen
- Erstersteiger: E. Heimhuber, Dr. Madlener, 1902
- Bemerkung: Unterster Teil des Westgrates V

Südgrat
- Schwierigkeit: III
- Zeitaufwand: 2 Stunde
- Ausgangspunkt: Wildenfeldhüttchen
- Erstersteiger: E. Heimhuber, Dr. Madlener, 1902
- Bemerkung: Der lohnendste unter den leichteren Anstiegen

Nordgrat
- Schwierigkeit: III
- Zeitaufwand: 1 Stunde
- Ausgangspunkt: Wildenfeldscharte
- Erstersteiger: unbekannt
- Bemerkung: unlohnend und gefährlich aufgrund brüchigem Fels

Südwestkamin (Blenkkamin)
- Schwierigkeit: III+
- Zeitaufwand: 2½ Stunden
- Ausgangspunkt: Wildenfeldhüttchen
- Erstersteiger: W. Blenk, 1905
- Bemerkung: Eine der klassischen Kaminklettereien der Allgäuer Alpen

Kleine Südwestverschneidung
- Schwierigkeit: V-
- Zeitaufwand: 2½ Stunden
- Ausgangspunkt: Wildenfeldhüttchen
- Erstersteiger: unbekannt
- Bemerkung: Eine der klassischen Kaminklettereien der Allgäuer Alpen

Große Südwestverschneidung
- Schwierigkeit: VI/A2
- Zeitaufwand: ?
- Ausgangspunkt: Wildenfeldhüttchen
- Erstersteiger: Kleemaier, Nieberle, 4. September 1955

Südwestwand
- Schwierigkeit: VI-
- Ausgangspunkt: Wildenfeldhüttchen
- Erstersteiger: Kleemaier, Weißenhorn, 1950
- Bemerkung: Route aufgrund Felssturz nicht mehr begehbar